# Robert Elegant
Robert Sampson Elegant (* 7. März 1928 in New York City, USA; † 20. Juni 2023) war ein US-amerikanischer
Autor und Hochschullehrer, der sich hauptsächlich mit asiatischen Themen befasste.

## Leben
Elegant studierte an der University of Pennsylvania und machte dort seinen Bachelorabschluss. An dieser Universität gehörte er der Studentenverbindung Phi Beta Kappa an. An der Columbia University in New York City schloss er das Fach Fernoststudien mit dem Master of Arts (MA) und das Fach Journalismus mit dem Master of Science (MS) ab. Sein Studium des Chinesischen beendete er an der Yale University.
Elegant war Gastprofessor an der University of South Carolina und der Boston University, die auch ein Archiv seiner Aufzeichnungen als Kriegskorrespondent im Koreakrieg aufbewahrt. Er beherrschte jeweils sowohl klassisches als auch modernes Chinesisch und Japanisch. Ferner sprach er Deutsch und Italienisch sowie ein wenig Indonesisch.

## Privates
Von 1956 bis zu ihrem Krebstod 1999 war Elegant mit der Malerin Moira Clarissa Brady verheiratet, die er in Neu-Delhi in Indien heiratete. Seit 2003 lebte er mit seiner zweiten Ehefrau in London und Italien.
Elegant züchtete die chinesische Hunderasse Shih Tzu. Er segelte und fuhr seit 50 Jahren Motorboot.

## Auszeichnungen und Ehrungen
- Preis als Distinguished Alumnus. der Columbia University, New York City.
- 1967 Edgar Allan Poe Award (Edgar) für seinen Thriller A Kind of Treason aus dem Jahre 1966.
- insgesamt vier Auszeichnungen des Overseas Press Club of America für die jeweils beste Darstellung von Nachrichten aus dem Ausland.
- insgesamt drei Nominierungen für den Pulitzer-Preis in der Sparte Auslandsreportagen.
- Stipendiat des American Enterprise Institute in Washington, D.C., USA.
- Stipendiat am Wissenschaftskolleg zu Berlin.
- Stipendiat des Fairbank Center for Chinese Studies an der Harvard University.

## Veröffentlichungen

### Sachbücher
- China's Red Masters. Twayne, 1951.
  - revidierte Neuauflage: China's Red Masters: Political Biographies of the Chinese Communist Leaders. Greenwood Press, 1971.
  - China's Red Leaders. Bodley Head, England 1952.
  - Chinas rote Herren: Die politischen Biographien der kommunistischen Führer Chinas. übersetzt von Michael Kogon. Verlag der Frankfurter Hefte, Frankfurt am Main 1952.
- The Dragon's Seed, Peking and the Overseas Chinese. St.Martin's Press, New York City 1959.
- The Center of the World. Doubleday 1964.
  - überarbeitete Auflage: Center of the World: Communism & the Mind of China. Funk, 1968.
  - deutsch von Dieter Flamm: Rotes Dach der Welt, China. Droste, Düsseldorf 1963.
- Mao's Great Revolution. World Publishing, 1971.
- Mao vs. Chiang: The Battle for China 1925–1949. Grosset & Dunlap, 1972.
- The Great Cities: Hong Kong. Time-Life, 1977, ISBN 0-7054-0493-5.
  - in deutscher Sprache von Rudolf Hernstein: Hongkong. Time-Life International, Amsterdam 1977, ISBN 90-6182-270-X.
- Pacific Destiny: Inside Asia Today. Hamilton, London 1990, ISBN 0-241-12756-4.
  - Zukunft Fernost: Das asiatische Jahrhundert hat schon begonnen. Ein Blick hinter die Kulissen der Wirtschaftsmächte von morgen. übersetzt von Henning Thies. Heyne, München 1991, ISBN 3-453-04769-9.

### Belletristik
- A kind of Treason. Holt, 1966.
  - Nur ein kleiner Krieg. Droemer/Knaur, München/Zürich 1967.
- The Seeking. Funk, 1969.
  - als Penguin Book, 1982, ISBN 0-14-005306-9.
  - Die Krieger von Kamardol. Roman, übersetzt von Karl A. Kiewer. Rowohlt, Reinbek bei Hamburg 1993, ISBN 3-499-13282-6.
- Dynasty. McGraw, 1976.
  - Die Dynastie: Ein Handelshaus in Hongkong. Roman, übersetzt von Margaret Carroux. Rowohlt, Reinbek bei Hamburg 1979, ISBN 3-498-01615-6.
- Manchu. McGraw, 1979.
  - Mandschu. Roman, übersetzt von Margaret Carroux. Rowohlt, Reinbek bei Hamburg 1982, ISBN 3-498-01627-X.
- Mandarin. Simon & Schuster, 1983.
  - Mandarin. Roman, übersetzt von Margaret Carroux. Rowohlt, Reinbek bei Hamburg 1984, ISBN 3-498-01633-4.
- White Sun, Red Star. Hamish Hamilton, 1986.
  - From a Far Land. Random House, New York 1987, ISBN 0-394-56047-7.
  - Sturm über Shanghai. Roman, übersetzt von Alfred Hans. Rowohlt, Reinbek bei Hamburg 1989, ISBN 3-498-01644-X.
- Bianca: A Novel of Venice. Sinclair-Stevenson, 1992.
  - Bianca: Venezianische Aufzeichnungen. Roman, deutsch von Ursula Grawe. Wunderlich, Reinbek 1993, ISBN 3-8052-0534-1.
- The Everlasting Sorrow. Reed International, 1994.
  - Die Loge vom grünen Lotos. Roman, übersetzt von Peter Weber-Schäfer. Wunderlich, Reinbek 1996, ISBN 3-8052-0558-9.
- Last Year in Hong Kong: A Love Story. Morrow, 1997.
- The Big Brown Bears. Hale, 1998.
  - Zeit des Bären. Roman, übersetzt von Maria Mill. Wunderlich, Reinbek 1998, ISBN 3-8052-0582-1.
- Cry Peace. Hale, 2005, ISBN 0-7090-7828-5.

| Personendaten    | Personendaten                                |
| ---------------- | -------------------------------------------- |
| NAME             | Elegant, Robert                              |
| ALTERNATIVNAMEN  | Elegant, Robert Sampson (vollständiger Name) |
| KURZBESCHREIBUNG | US-amerikanischer Autor und Hochschullehrer  |
| GEBURTSDATUM     | 7. März 1928                                 |
| GEBURTSORT       | New York City, Vereinigte Staaten            |
| STERBEDATUM      | 20. Juni 2023                                |